# Alisotrichia latipalpis
Alisotrichia latipalpis is een schietmot uit de familie Hydroptilidae. De soort komt voor in het Neotropisch gebied.